# Rita Good
Rita Good (Flums, 4 giugno 1951) è un'ex sciatrice alpina svizzera.

## Biografia
Specialista delle prove tecniche originaria di Tannenheim di Flums e sorella di Ernst, a sua volta sciatore alpino, Rita Good debuttò in campo internazionale in occasione del Criterium de la première neige 1968, il 14 dicembre a Val-d'Isère in slalom speciale senza completare la prova; in Coppa del Mondo esordì il 17 gennaio 1970 a Maribor in slalom gigante (33ª) e conquistò tre piazzamenti a punti, tutti nella medesima specialità: il primo l'11 marzo 1971 ad Abetone (10ª), il migliore il 14 marzo seguente a Åre (7ª) e l'ultimo il 22 gennaio 1972 a Saint-Gervais-les-Bains (10ª). Agli XI Giochi olimpici invernali di Sapporo 1972, sua unica presenza olimpica, non completò né lo slalom gigante né lo slalom speciale; si ritirò all'inizio della stagione 1972-1973 e la sua ultima gara fu la discesa libera di Coppa del Mondo disputata il 7 dicembre a Val-d'Isère, chiusa dalla Good al 57º posto.

## Palmarès

### Coppa del Mondo
- Miglior piazzamento in classifica generale: 29ª nel 1971

### Campionati svizzeri
- 2 medaglie:
  - 1 oro (slalom gigante nel 1971)[senza fonte]
  - 1 bronzo (slalom speciale nel 1968[5])